# 中野博之
中野 博之（なかの ひろゆき、1977年 - ）は、日本の漫画編集者。集英社の漫画雑誌『週刊少年ジャンプ』の第11代目編集長。

## 略歴
福井県越前市出身。福井県立武生高等学校を経て、早稲田大学第一文学部を卒業後、2000年に集英社に入社。週刊少年ジャンプ編集部に配属され、その後約12年間在籍する。
2011年には週刊少年ジャンプ編集部から独立した『最強ジャンプ』編集部の副編集長となるが、2014年の組織改編で最強ジャンプ編集部が週刊少年ジャンプ編集部の下に組み込まれた事に伴って週刊少年ジャンプ編集部に戻り、同編集部の副編集長を務める。
2017年6月から2024年6月まで週刊少年ジャンプ第11代編集長をした。。

## 人物
- 毎年、バレンタインデーには編集部でチョコレートを配っており、大石浩二や松井優征らも貰ったことを明かしている[3][4]。
- 週刊少年ジャンプの副編集長になって以降、同誌の部数が伸びるまで大好きなビールを飲まないと宣言している[1]。
- 部数を多めに準備して臨んだ『トリコ』の単行本1,2巻の同時刊行初日に書店に立ち寄ったところ同作が置かれていなかったため店員に尋ねると「人気ですぐ売り切れた」と言われ、感激のあまり帰りの電車内で大泣きした[5]。

### 編集長時代
- 中野が編集長在籍以前から本誌に掲載されていた作品のうち、中野編集長在任時の7年間で最終回を迎えなかったのは『ONE PIECE』、『HUNTER×HUNTER』（ただし、不定期連載期間あり）、『僕のヒーローアカデミア』と『呪術廻戦』の4人気作品のみである。特に『銀魂』（15年）、『ハイキュー!!』（8年）、『食戟のソーマ』（6年）といった長期連載作品が中野編集長時代に相次いで終了された。
- 『チェンソーマン 第1部』『マッシュル-MASHLE-』『あやかしトライアングル』を連載開始から終了までを見届けたほか、『呪術廻戦』『夜桜さんちの大作戦』『アンデッドアンラック』『僕とロボコ』『サカモトデイズ』『逃げ上手の若君』『ウィッチウォッチ』『アオのハコ』『あかね噺』『カグラバチ』など後にジャンプの牽引する作品群を生み出している。

## 担当作品
- 世紀末リーダー伝たけし!（島袋光年） - ?代目、初の担当作品[6]
- BLEACH（久保帯人） - 2代目[6][7]
- 魔人探偵脳噛ネウロ（松井優征） - 初代、立ち上げ作品[6]
- トリコ（島袋光年） - 初代、立ち上げ作品[5]
- べるぜバブ（田村隆平） - 初代、立ち上げ作品[8]
- NARUTO -ナルト-（岸本斉史） - ?代目[9]
- いちご100%（河下水希） - ?代目[10]

## モデルとなったキャラクター
ビューティー中野
『いぬまるだしっ』（大石浩二）に登場。メイク、スタイリストで週刊少年ジャンプの読者プレゼントコーナーを担当している。
中野博之
『バクマン。』（大場つぐみ、小畑健）に本人役で登場。作品内の架空の漫画雑誌「必勝ジャンプ」で連載している漫画家・亜城木夢叶の担当に就いている。